# آي توجون (أسطورة)
آي توجون (بالإنجليزية: Ai Tojon)‏ في أساطير الإسكيمو هو خالق الحياة عند الياكوت (سيبيريا) وهو نسر برأسين جاثم على شجرة العالم.